# 南九州型城郭
南九州型城郭（みなみきゅうしゅうがたじょうかく）とは、シラス台地の辺縁の崖（ガリ地形）を空堀とした、九州南部に見られる城の事。1987年村田修三が「図説中世城郭辞典」で初めて報告した。

## 特徴
- 群郭式の縄張り。曲輪が階段状に連なっているのではない。空堀で隔てられた、ほぼ同じ標高の曲輪が林立している配置になっている。
- 巨大な空堀。シラス台地の辺縁の崖（ガリ地形）を空堀として使っている。そのため深く幅広な空堀と、高い切岸を造成しやすい。堀の深さは、知覧城では20～30mに及ぶ。
- 寄せ手が本丸・主郭の位置を把握しにくい。寄せ手は、攻城時に深い堀底道を通る。そのため見通しが効かないのが理由。
- 曲輪同士の連携・統制が取りにくく各個撃破されやすい。幅広な空堀が曲輪同士の連絡を妨げるのが理由。

## 代表例
- 都於郡城
- 知覧城
- 人吉城
- 志布志城
- 飫肥城
- 佐土原城
- 清色城
- 都之城[1]
- 高山城 (大隅国)

## 研究者
- 三木靖 - 南九州城郭談話会会長　鹿児島国際大学名誉教授
- 新東晃一 - 南九州縄文研究会代表、南九州城郭談話会副会長